# 字典情人
《字典情人》（英語：The Sleeping Dictionary），2003年在美国上映的爱情电影。

## 剧情
1936年，大英帝国的领土遍布全球每一个角落，青年必须去遥远的英国殖民地服务，来完成他们的教育。蔡斯科特去了东方马来西亚的砂拉越，从事教育工作，负责教化当地土著人。蔡斯科特的上司亨利和土著首领给他安排了一名“字典情人”希莉玛，负责他的饮食起居，性生活和教会他当地土著语，但是按照法律不准嫁给他。蔡斯科特最后爱上希莉玛，两人经过千辛万苦最终走在了一起。

## 主题
该片诠释了打破束缚，追求真爱的主题。

## 主演
- 杰西卡·阿尔巴 出演 希莉玛，土著混血儿，字典情人。
- 休·丹西 出演 蔡斯科特，英国青年。